# Call of Duty 3
Call of Duty 3 is een first-person shooter uit de reeks Call of Duty. Het is ontwikkeld door Treyarch en Pi Studios en het is uitgegeven door Activision. Het spel is verkrijgbaar voor de Nintendo Wii, PlayStation 3, Xbox 360, Xbox en de PlayStation 2.

## Call of Duty op spelcomputers
Bij het Call of Duty 3-spel op de Nintendo Wii is de besturing van de oude consoles vervangen door de Nunchuk controller en de Nintendo Wii afstandsbediening. In de afstandsbediening zit een sensor die alle bewegingen ontvangt en verzendt naar een sensor-strip die je op een gewenste hoogte bij de tv plaatst. Als je met de afstandsbediening beweegt, beweegt het scherm dus ook, stoot je de afstandsbediening naar voren, dan bashet het "personage" (character) met zijn wapen. Iets vergelijkbaars is ook mogelijk op de PlayStation 3, door de Sixaxis controller naar voren te bewegen kan je de tegenstander neerslaan. De Xbox 360 en PS3 ondersteunen online mogelijkheid; dit betekent dat je Call of Duty 3 online tegen spelers uit de hele wereld kunt spelen.

## Het spel
Na een korte training in de huid van een Amerikaanse soldaat begint het spel. In het spel, gesitueerd in de Tweede Wereldoorlog speelt de speler als Amerikaanse, Engelse, Poolse en Canadese soldaten.
In de speelvariant multiplayer is het mogelijk om voertuigen zoals jeeps, motoren en tanks, te besturen.

## Ontvangst
| Beoordeeld door    | Platform      | Datum            | Score |
| ------------------ | ------------- | ---------------- | ----- |
| Xbox Front         | Xbox 360      | 24 november 2006 | 90%   |
| IGN                | Xbox 360      | 8 november 2006  | 88%   |
| Worth Playing      | Xbox 360      | 28 november 2006 | 86%   |
| GameZone           | Wii           | 15 november 2006 | 83%   |
| Lawrence           | Wii           | 11 december 2006 | 76%   |
| Cheat Code Central | PlayStation 3 | 2006             | 76%   |
| Jeux Vidéo Network | Wii           | 18 mei 2009      | 65%   |
| Gamekult           | PlayStation 3 | 22 maart 2007    | 60%   |
| GameSpy            | PlayStation 3 | 22 november 2006 | 60%   |
| Jeuxvideo.com      | Wii           | 7 december 2006  | 60%   |